# Universitat Mèdica Estatal del Pacífic
La Universitat Mèdica Estatal del Pacífic (en rus: Тихоокеанский государственный медицинский университет) (ТГМУ), anteriorment coneguda com a Universitat Estatal Mèdica de Vladivostok, és una universitat situada a la ciutat russa de Vladivostok, a l'Extrem Orient Rus. La universitat ofereix estudis de postgrau, estudis superiors i educació mèdica contínua.

## Facultats
Les facultats del la universitat són les següents:
- Facultat de bioquímica mèdica.
- Facultat d'educació superior.
- Facultat de farmacologia.
- Facultat d'infermeria.
- Facultat de medicina.
- Facultat de medicina preventiva.
- Facultat d'odontologia.
- Facultat de pediatria.
- Facultat de psicologia clínica.
- Facultat de treball social.

## Entrenament preuniversitari
Entre les universitats mèdiques de l'Extrem Orient rus, és la única institució que entrena a metges en la facultat de medicina preventiva, oferint mesures preventives per portar una vida sana, a les poblacions dels territoris i regions de Khabàrovsk, Primórie i Kamtxatka, Amur, Sakhalín i Magadan, la República de Sakhà i el districte autònom de Txukotka.

## La universitat avui
Actualment, la Universitat Mèdica Estatal del Pacífic és una institució científica i educativa amb 10 facultats, té 67 departaments, 85 doctors i 285 estudiants de ciències. La universitat manté un internat, una residència i una escola de postgrau. El sistema de formació pre-universitària i l'educació de postgrau, preparen als alumnes per a l'exercici de la professió mèdica. S'han establert uns amplis vincles amb universitats de la Xina, Japó, Corea del Sud i Estats Units, això permet als estudiants i professors dur a terme cursos de preparació, per enriquir el procés d'aprenentatge i incrementar les activitats de recerca a la universitat.